# ایسمای (مونتانا)
ایسمای (به انگلیسی: Ismay) شهری در ایالت مونتانا کشور ایالات متحده آمریکا است که جمعیت آن در سرشماری سال ۲۰۱۰ میلادی، ۱۹ نفر بوده‌است.

## موقعیت جغرافیایی
موقعیت جغرافیایی شهرها و مناطق اطراف به شرح زیر است: